# لكتين نوع ج عائلة 5 عضو أ
لكتين نوع ج عائلة 5 عضو أ (بالإنجليزية: C-type lectin domain family 5 member A أو C-type lectin superfamily member 5)‏ ومختصره (CLEC5A أو CLECSF5) أو لكتين 1 رابط نخاعي داب12 (بالإنجليزية: myeloid DAP12-associating lectin 1)‏ (ومختصره MDL1) هو لكتين نوع ج موجود عند الإنسان ومشفر بالمورثة CLEC5A. ويبدو أنه عضو بارز في مسار تفعيل الأصل النخاعي.